# Li (unidade)
Li (chinês simplificado: 厘, pinyin: lǐ), ou milha chinesa, é uma unidade tradicional de medida de distância utilizada na China. Seu valor variou consideravelmente ao longo do tempo, mas, de maneira geral, equivalia a cerca de um terço de uma milha inglesa. Atualmente, a li possui um comprimento padronizado de 500 metros.